# Rapala toliensis
Rapala toliensis är en fjärilsart som beskrevs av Ribbe 1926. Rapala toliensis ingår i släktet Rapala och familjen juvelvingar. Inga underarter finns listade.